# Lobelia deckenii
Lobelia deckenii är en klockväxtart som först beskrevs av Paul Friedrich August Ascherson, och fick sitt nu gällande namn av William Botting Hemsley. Lobelia deckenii ingår i släktet lobelior, och familjen klockväxter.

## Underarter
Arten delas in i följande underarter:
- L. d. deckenii
- L. d. incipiens

## Bildgalleri

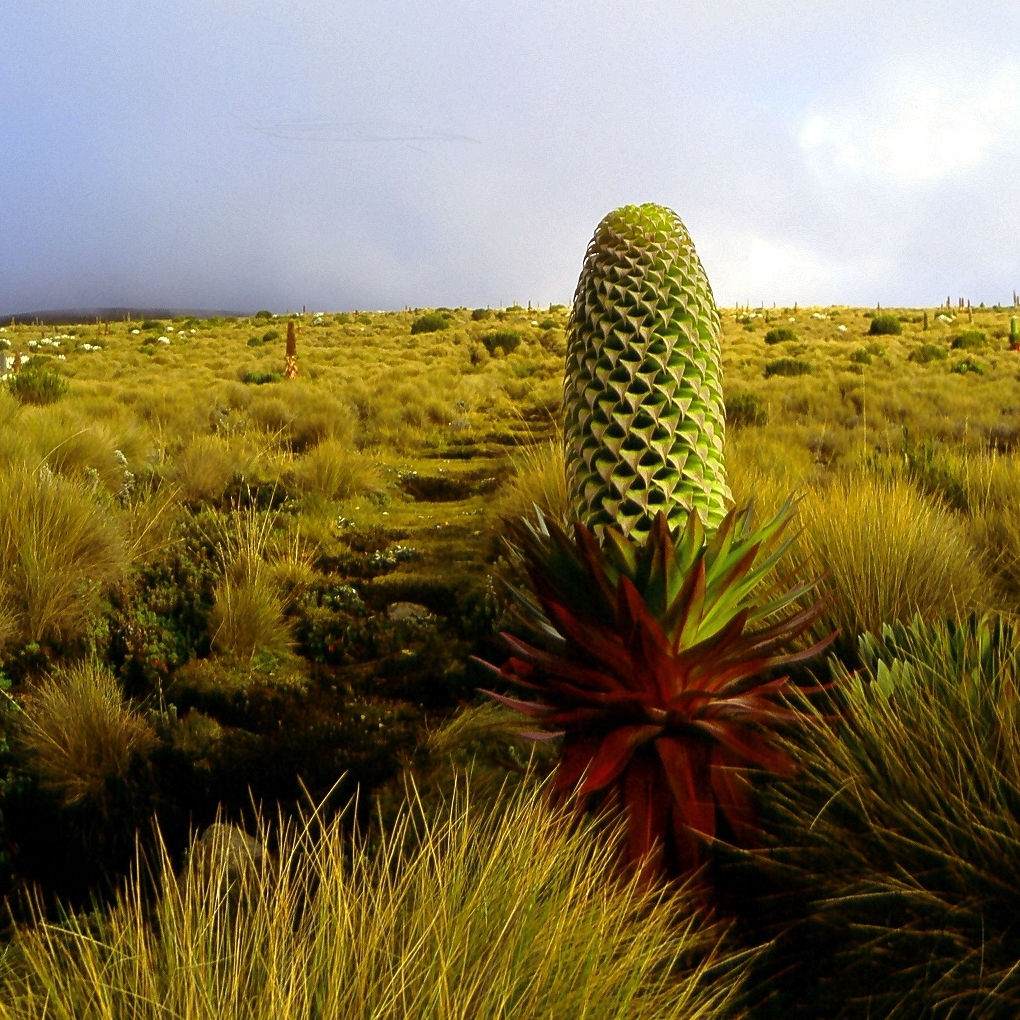
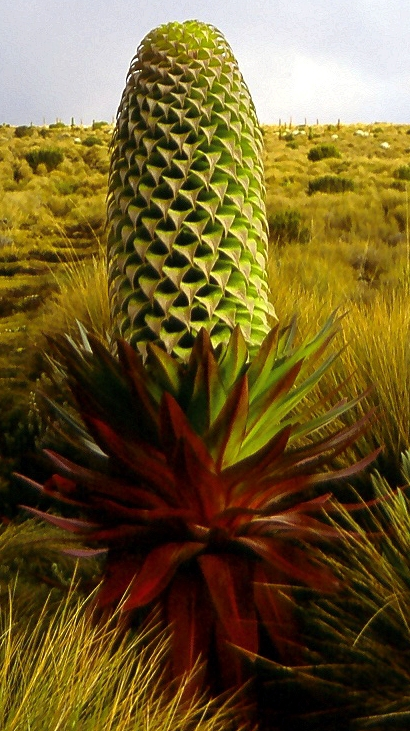
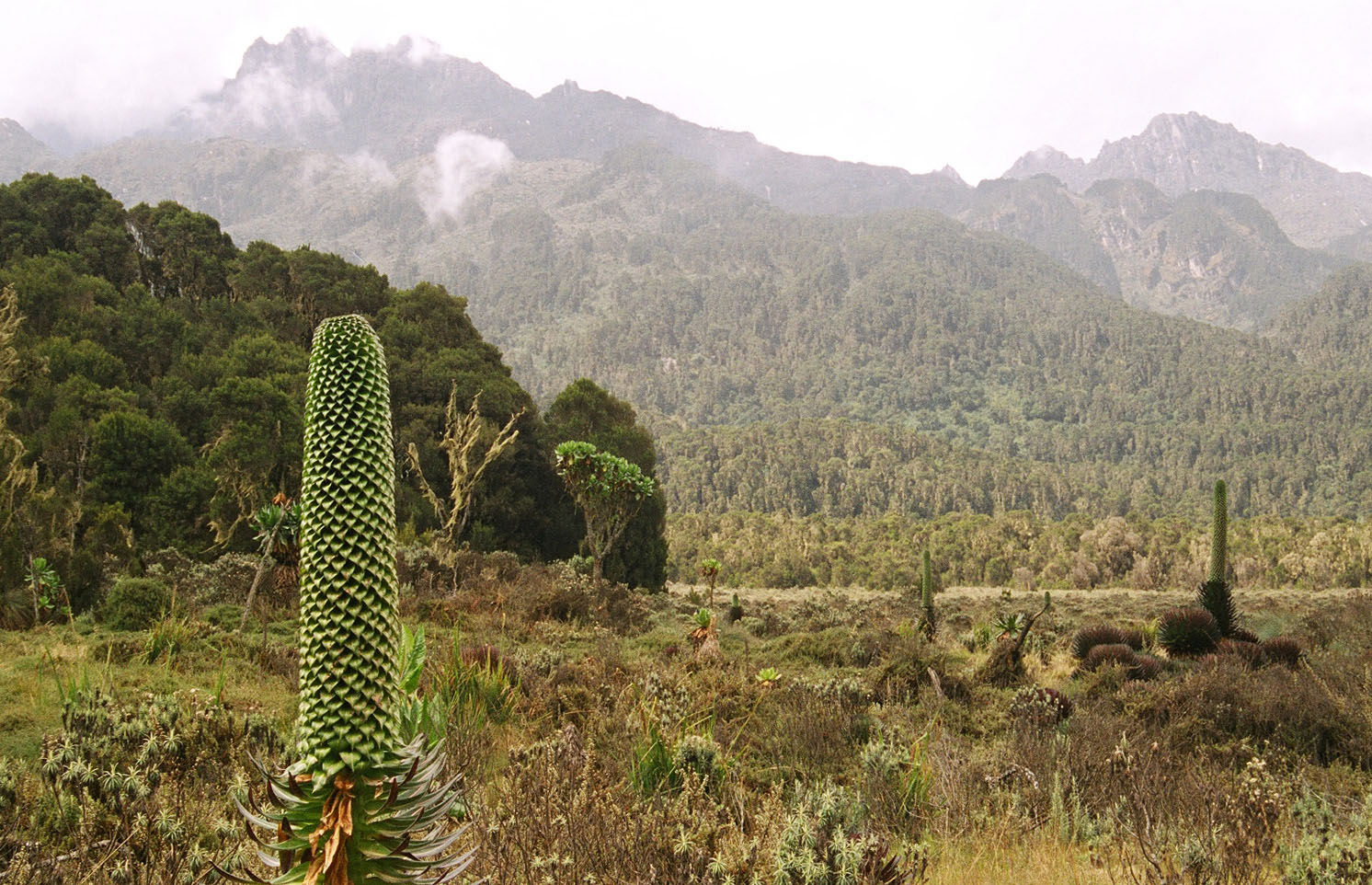
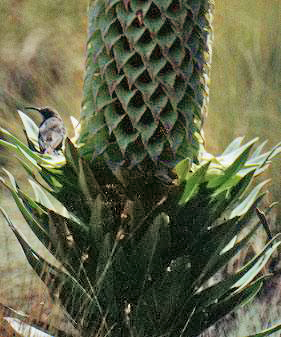
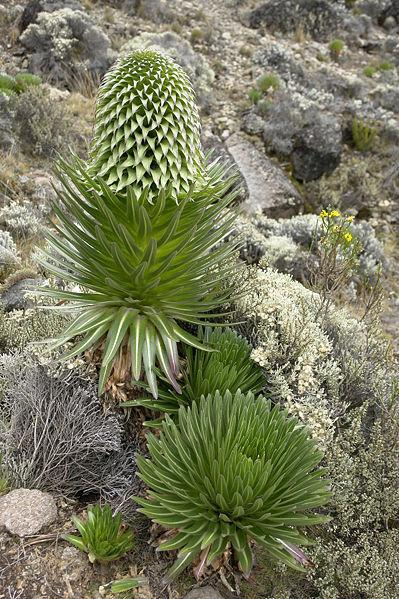